# Crow (Virginia Occidental)
Crow es un área no incorporada ubicada dentro del Distrito 3, una división civil menor del condado de Raleigh, Virginia Occidental, Estados Unidos. Está catalogada como un asentamiento humano por la Junta de Nombres Geográficos de los Estados Unidos.

## Identificador
El número de identificación asignado por el Sistema de Información de Nombres Geográficos es 1537879.

## Geografía
Se encuentra a una altitud de 763 metros sobre el nivel del mar (2503 pies) según el conjunto de datos de elevación nacional.